# プレイバイメールのタイトル一覧
プレイバイメールのタイトル一覧（プレイバイメールのタイトルいちらん）は、日本で過去に運営された・現在運営されているプレイバイメールの一覧。
基本的に商業ベースで運営されたもののみを企業別に記載し、同人PBMなどは含まない。郵便媒体をメインとしたもののみを記載し、プレイバイウェブは含まない。

## 遊演体
ネットゲーム88
日本神話を元にした伝奇物。ライブ性が強く、リアクション以外に劇中で入手した様々な物品（メモを始めとする様々な手掛かり）が送付されることもあった。
蓬萊学園
南洋に浮かぶ宇津帆島を舞台にした巨大学園物。
ネットゲーム90 蓬萊学園の冒険!
殺人事件。クーデター。旧図書館探索。応石。復讐譚。月光洞冒険etc、とにかく何でもありの伝説のPBMで、本作が世間にPBMを知らしめた作品として名高い。「N90の全容を掴んでる者は一人もいない」とGMに言わしめた、ストーリーが多岐に渡る濃い作品。　
ネットゲームS94 蓬萊学園の休日!
N90の続編。期間は通常の半分である半年なのでタイトルにS（ショート）が付く。
物語は「与えられる物」ではなく「自分で捜して叶える物」だったため、目標を持って自主的に動かないと何をして良いのか判らず、加えて日常行動は無味乾燥な機械処理システムの導入で対処したため、受動的な性格なユーザーからの評判はあまり良くない。

ネットゲーム91 那由他の果てに
架空の街、神奈川県波津野市が主な舞台となる多次元宇宙物。PCは迫り来る時空嵐に立ち向かう。
同時平行で『RPGマガジン』にて、読者参加ゲームN91『HAZNOLIAは永遠に』が連載されていた。
ネットゲーム93 夜桜忍法帖 女神たちの黙示録/狼たちの決死圏
現代日本を舞台にした忍者物。PCの立場は覚醒した忍者。最終的に全人類の半数以上が死滅する結末を迎えた、GM曰く「遊演体最凶のネットゲーム」。
同時期にTRPG版の『夜桜忍法帖〜卓上血風録〜』も製作されている。
ネットゲーム95 鋼鉄の虹 〜Die Eisenglorie〜
メルヒェンの要素を内包した架空戦記物。1938年の中欧で発生した架空の戦争「硅緑内戦」が舞台。物語当初から重要PCを演じられる「コアプレイヤー制度」が導入されて話題を呼んだ。
ゲーム期間中にTRPG版の『鋼鉄の虹 パンツァーメルヒェンRPG』も発表されたが、こちらはメルヒェンの要素が割愛されている。
ネットゲーム96 こうもり城へようこそ!
モンスターが闊歩する架空の街、北米はシスタージョウンを舞台にしたSFファンタジー。ストーリー本筋が三本の読者参加ゲームだった異色作。
ネットゲーム97 勇者110番 -Call To Brave-
ファンタジー物。PCは異世界「フィア=メルト」へ転移してしまった桜崎市の住人。世界観的に「蓬萊学園」「那由他の果てに」「鋼鉄の虹」「こうもり城へようこそ!」と繋がっていて、ゆかりのキャラをエントリー可能。
ネットゲーム98 星空までは何マイル?
ハードSF物。
映画村殺人事件
ミステリー物。映画村で起きた殺人事件の犯人を捜す。

## ホビー・データ（2003年10月廃業）
SF
- クレギオン
  1. 遥かなるアーケイディア
  2. イスフェルの地にて
  3. ラスト・ミレニアム
  4. ロスト・プラネッツ
  5. バビロンの紋章
  6. ユニバース エンド
  7. ヴァルハラ・ライジング
  8. ブレイズ・オブ・グローリー
  9. ウィナー・ネバー・クイッツ
  10. クレギオン・エンドレス

- ステラマリス・サガ 〜約束の地の探索者〜
- アルカトラス
  1. 天翔ける聖騎士
  2. 救世主降誕

- セブンス・ブルー どこまでも青い海

ファンタジー
- アラベスク
  1. 皇子サファールの帰還
  2. エルハーダの秘宝
  3. 七界の剣
  4. エルハーダ・エターナル

- 天狼征竜伝 ケルニアンの聖戦士
- ライトセイバース
  1. 光剣救主ライトセイバース
  2. シャーレルンの遺産
  3. 剣の花嫁

- エルクシェル・ヴェーダ
- エルクシェル・ヴェーダ0
- デモンスリンガー
- デモンスリンガー2 〜八葉姫の帰還〜

現代もの
- Heart of Magic 君を信じたい
  - ストリート・ハッスル 〜街の快速者〜
  - ストリート・ハッスル 2ndSeason
  - ストリート・ハッスルHG

- 戦闘列島ZIPANG
- エターナル・ギルティ
  1. 〜まだ月が見えたあの丘〜
  2. 〜前世の君でいて〜

- 東京ガーディアンズ

架空歴史もの
- 帝都双月魔術陣
  - 帝都双月八犬伝
  - 帝都陰陽伝

- レーベンスラウム
  - レーベンスラウム 〜共栄圏〜
  - レーベンスラウム 〜新世界大戦1985

クロスオーバーもの
- LINK 〜君と僕を守る絆〜

## コスモエンジニアリング/不動舘/テラネッツ（現クラウドゲート）
- MT1 サイコマスターズ
- MT2 退魔戦記　第三次妖魔戦争
- MT2 異世界紀行　クォ・ヴァディス
- MT3 竜創騎兵ドラグーン
- MT4 サイコマスターズ2077 J-File
- MT5 竜創騎兵ドラグーン2
- MT6 超時空世紀オーガス
- MT7 真・退魔戦記 退魔庁付属機関高等専門学校 大和武尊
- MT8 芸能コロニー　スター☆ミラージュ
- MT9 真・退魔戦記 伝承妖魔降臨
- MT10 サイコマスターズ AD2080 Delusion〜迷夢〜
- MT11 竜創騎兵ドラグーン“BLADE”
- MT12 エターナルヴォイス
- MT13 竜創騎兵ドラグーン現代編 〜天界への翼〜
- MT14 PSYCHOMASTERS AD2058 “ラスト・リゾート”

## 株式会社M2
- アルダイン　〜遥かなる神々の遺産〜
- 卒業〜クロスワールド
同名のコンシューマーゲームのPBM版。舞台は横浜。
- 真・女神転生〜光と闇の鎮魂歌〜
- ルナティック・サーガ〜双面の守護者たち〜
- 魔界伝記シリーズ「闇の紋章」
現代日本を舞台にした伝奇物。
- 魔界伝記シリーズ「黄昏の紋章」
「闇の紋章」の続編。前作のPCコンバートが可能。
- 魔界伝記シリーズ「聖戦の紋章」
「黄昏の紋章」の続編。前作のPCコンバートが可能。舞台が日本から世界へと広がった。魔界伝記シリーズ最終章。
- クロス・ジェイド～ウロボロスの黄金
かつて魔法を含む超科学を誇っていたが、今や中世まで文明退行してしまった宗教国家が舞台のファンタジーSF物。
- ロマンスは剣の輝きII
同名のコンシューマーゲームの後日談。ルーク他、多くの主要キャラがNPCとして登場する。領地経営ルールがあり、努力次第ではPCは爵位持ちの領主となって封土を得られたり[5]、将軍や提督となって戦争他の国政に関与可能。

## 有限会社 AISquare（エーアイ・スクウェア）
蒸熱狂騒曲
スチームパンク物。大正時代の日本に似た国家「水連」が主な舞台。
弾銃追争曲
惑星規模で荒廃した未来の日本が舞台のSF西部劇。
斬影夜想曲
現代日本を舞台にした伝奇物。PCは古より続く「識」なる組織の一員。
Wiz☆Tales〜魔法使いも楽じゃない〜
ファンタジー物。PCは魔法世界から現代日本の神戸へやって来た、異世界の留学生達を演じる。
ホワイト・ウィスパー White Whisper-Song of Trinity-
現代日本を舞台にした伝奇物。世界は理（科学）、自然（野生）、虚無（混沌）の三つの属性で成り立っており、PCはその属性を自勢力の物に傾けるために存在する。自勢力の％が低下すると世界法則によって己の存在意義があやふやになる。
維新演義 〜獅子立志伝〜
並行世界の幕末日本が舞台。日本人の他に外国人PCもエントリー可能。PCは努力次第では維新の志士や幕閣、思想家（宗教家）や大商人となって日本の行く末に関与出来る。

## ゲムル
- 平成偉人伝ガリレイザー
- 平成偉人伝ガリレイザー2
- カナン～最後の神

## マルチプルウェーブ
エテルーナ魔法学園
魔法が認知された並行世界の現代日本。その魔法使い養成学校が舞台。途中から、姉妹校である英国国立魔法アカデミーを舞台にしたシナリオも展開された。
東奉幻獣記
ファンタジー物。「東奉」と呼ばれる東洋的な世界観の異世界が舞台。PCは幻獣をまとって獣人化する能力を持っている。

## エルスウェア
海賊王女の凱旋
帆船による大航海時代を迎え、名誉が全て支配する異世界「黄金の海」が舞台の海賊物。PCはここへ転移した現代人。
狗狼伝承 〜放課後の旅人たち〜
現代学園物に見えて多次元宇宙物。一部、遊演体の「那由他の果てに」や、エーアイ・スクウェアの「斬影夜想曲」の世界設定が会社の枠組みを越えてクロスオーバーしている。
パラダイス・トリガー 〜ブリキの勲章〜
「黄金の海」を舞台にした「海賊王女の凱旋」の続編。ただし時代は約半世紀後で舞台となる海域も違う。世界は前作の結果を踏まえて設定されている。
次元を超えて「黄金の海」へとやって来た地球軍との戦いがテーマ。PCは現地の海賊。もしくは地球の軍人としてエントリー可能。
特命転攻生evo. 〜夜明けの学生証〜
同社が発売する、同名のTRPGのPBM版。PCは特命転攻生となって悪に立ち向かう。
BloodOpera 《赤》き聖餐よ、我らを誘え
現代を舞台にした吸血鬼物。
運命準備委員会 Sommerbrautは寂かに告げる
現代日本を舞台にした学園物。PCは「輪契者」なる前世の記憶を持った人間。
KINGS 〜ペリュトーンの劍〜
生物灰化現象ペリュトーンに襲われ、壊滅した日本が舞台。ペリュトーンの影響で動物や無生物が人化したため、非人間PCのエントリーも可能。
以下の作品はPBWにも分類されることもあるが、エルスウェアの分類ではあくまで「メイルゲーム」であり、郵便による紙媒体でのサービスも行っていた。
どらごにっく★あわー！〜竜を退治するだけの簡単なお仕事です〜
異次元から大挙して現れたドラゴンと戦う、竜退治物。
ゴースト・ダンス・ダンス・ダンス〜偉人はいかにして幽霊になりしか〜
過去の人物が幽霊として現代へ現れ、強力な力を持った幽霊の偉人が実体化した世界で、日本を舞台にした霊的な戦いを描く。